# Jaume I de La Marca
 Jaume de Borbó  (1319 - Lió; 1362), noble francès, fill de Lluís I de Borbó i Maria d'Hainaut, el 1351 va ser nomenat  comte de Ponthieu  i a la mort del seu germà Pere I de Borbó li va succeir com a  comte de La Marca.
El 1335 es va casar amb Juana de Chatillon, amb la qual va tenir descendència:
- Isabel (1340 - 1371)
- Pere II de La Marca (1342-1362)
- Joan I de La Marca (1344-1393)
- Jaume, baró d'Argia (1346-1417)

Va ser capturat per tropes angleses durant la batalla de Poitiers, en la qual morí el seu germà, el seu alliberament va ser el lliurament del comtat de Ponthieu, continuant amb la Guerra dels Cent Anys va ser derrotat en la batalla de Brignais, on va morir.